# Scophthalmus maeoticus
Calcanul este o specie de pești din familia Scophthalmidae. Este un pește bentonic, care
populează atât apele sărate, cât și cele salmastre ale Atlanticului de Nord, ale mărilor
Baltică, Mediterană și Neagră.
Acesta este frecvent întâlnit pe coastele atlantice ale Europei și mai puțin întâlnit în
Marea Mediterană.
Calcanul trăiește pe funduri marine nisipoase și noroioase, mergând de la ape de
suprafață până la adâncimi de 100 de metri, imitând culoarea substratului. Reproducerea
are loc in perioada aprilie - mai, când femela depune 8 - 10 mil. de icre mici. Calcanii
adulți părăsesc adâncimile mării (80 - 100 m), apoi migreazã către mal. Aici are loc
reproducerea. Acest moment este folosit pentru pescuitul calcanului cu setcile, în anumite
condiții legale. De reținut faptul că dimensiunea minimă admisă pentru reținerea
calcanului este de 40 de centimetri.
Calcanul este un pește carnivor, bentofag. Deși după înfățișare pare pașnic, calcanul este
totuși un pește răpitor, care consumă în special hamsii, aterine, guvizi, barbuni și
bacaliari, adică pești bento - nectonici și pești care se află iarna în vecinătatea fundului.
Puietul se hrănește cu moluște și crustacei, iar adulții, în principal, cu pește și cefalopode.
Lungimea maximă la care ajunge calcanul este de cca 1 m, iar greutatea de 8 - 10 kg.
Obisnuit însă calcanul este lung de 40 – 50 cm și cântãreste, în medie, 1,5 - 3 kg.
Calcanul este foarte apreciat în arta culinară datorită gustului său delicat. Este o specie
comercială de valoare, fiind obținut fie, prin acvacultură, fie pescuit prin traulare. Are
carnea foarte albă, care își păstrează acest aspect și după gătire.
Originea speciei: Nativă.
Neamenințat cu dispariția.